# Vương quốc Hy Lạp
Vương quốc Hy Lạp (tiếng Hy Lạp: Βασίλειον τῆς Ἑλλάδος [vaˈsili.on tis eˈlaðos]) từng là một quốc gia được thành lập vào năm 1832 tại Công ước Luân Đôn bởi các cường quốc (Vương quốc Anh, Pháp và Đế quốc Nga). Được quốc tế công nhận theo Hiệp ước Constantinople, nơi cũng đảm bảo quyền độc lập hoàn toàn ra khỏi Đế quốc Ottoman. Sự kiện này đánh dấu sự ra đời của nhà nước Hy Lạp độc lập hoàn toàn đầu tiên kể từ sau thất bại của Đế quốc Byzantine trước những người Ottoman vào giữa thế kỷ 15.
Vương quốc là kế thừa chính phủ lâm thời Hy Lạp sau Chiến tranh Độc lập Hy Lạp, và kéo dài tới năm 1924. Năm 1924 chế độ quân chủ bị bãi bỏ, Đệ nhị Cộng hòa Hy Lạp được thành lập. Sự khôi phục của Vương quốc Hy Lạp kéo dài từ 1935 tới 1973. Vương quốc một lần nữa bị giải thể sau sự nổi lên của chế độ độc tài quân sự trong bảy năm, và Đệ tam Cộng hòa, chính phủ hiện tại của Hy Lạp.

## Danh sách quốc vương Hy Lạp
- Othon của Hy Lạp – 6 tháng 2 năm 1833 – 23 tháng 10 năm 1862
- Georgios I của Hy Lạp – 30 tháng 3 năm 1863 – 18 tháng 3 năm 1913
- Konstantinos I của Hy Lạp – 18 tháng 3 năm 1913 – 11 tháng 6 năm 1917 và 19 tháng 12 năm 1920 – 27 tháng 9 năm 1922
- Aleksandros của Hy Lạp – 11 tháng 6 năm 1917 – 25 tháng 10 năm 1920
- Georgios II của Hy Lạp – 27 tháng 9 năm 1922 – 25 tháng 3 năm 1924 và 3 tháng 11 năm 1935 – 1 tháng 4 năm 1947
- Pavlos của Hy Lạp – 1 tháng 4 năm 1947 – 6 tháng 3 năm 1964
- Konstantinos II của Hy Lạp – 6 tháng 3 năm 1964 – 1 tháng 6 năm 1973 (bãi bỏ chế độ quân chủ)

Ghi chú: Ngày chỉ thời gian trị vì chứ không phải thời gian sống.